# Sarah Palin
Sarah Louise Heath Palin (11. veljače 1964.) američka političarka, publicistica, bivša guvernerka Aljaske, savezne države SAD i kandidatkinja Republikanske stranke za mjesto potpredsjednika Sjedinjenih Američkih Država na predsjedničkim izborima 2008. godine.
Palin je izabrana za guvernerku Aljaske 2006. godine, pobijedivši u stranačkim predizborima tadašnjeg guvernera Franka Murkowskog, i potom na općim izborima nekadašnjeg demokratskog guvernera Aljaske Tony Knowlesa. Pažnju javnosti privukla je objavljujući etičke propuste vođa Republikanske stranke u Aljaski.

## Karijera
Prije nego što je izabrana za guvernerku, Palin je služila u dva saziva kao vijećnica u gradskom vijeću Wasille, grada u Aljaski od 5.470 stanovnika (2000), od 1992. do 1996. Od 1996. do 2002. godine bila je gradonačelnica Wasille 1996., pobijedivši na dva uzastopna izbora. Potom je bila kandidatkinja za zamjenika guvernera na unutarstranačkim predizborima 2002.; nakon što je stranka nije nominirala za zamjenicu guvernera, imenovana je (od strane republikanca Franka Murkowskog, koji je na tim guvernerskim izborima pobijedio) za predsjednicu "Alaska Oil and Gas Conservation Commission" - tijela koje nadzire ekološku i drugu sigurnost rada na bogatim naftnim poljima Aljaske. 
Početkom 2004. godine, nakon teških političkih pritisaka morala je dati ostavku na mjesto u komisiji koja je nadzirala rad naftaša; udruživši se potom s nekim republikanskim i demokratskim političarima radi razotrkivanja raznih etičkih nepravilnosti u radu republikanske vlasti u Aljaski. Na unutarstranačkim izborima 2006. godine nadjačala je republikanskog guvernera F. Murkowskog, te je na guvernerskim izborima iste godine izabrana za guvernerku Aljaske. Osim što je bila prva žena na mjestu guvernera, bila je - s 42 godine života - ujedno i najmlađi guverner u povijesti Aljaske.
Sarah Palin je prvi ženski kandidat Republikanske stranke za položaj potpredsjednika, i drugi kandidat za potpredsednika ispred jedne od dvije velike stranke u SAD. Ona je također i prvi političar iz Aljaske koja je nacionalni kandidat u kampanji za predsjednika ili potpredsjednika.
U vrijeme kada ju je Republikanska stranka nominirala za predsjednicu SAD-a, pokrenut je protiv Sarah Palin iznimno veliki broj etičkih pritužbi, toliko veliki da je - kako je sama tvrdila - većinu radnog vremena naposljetku trošila na svoju obranu u etičkim postupcima. Izlaženje na kraj s čak 238 različitih etičkih pritužbi je uvelike otežalo rad središnje administracije Aljaske. Sarah Palin se žalila da su skoro sve pritužbe na njenu navodnu neetičnost bile trivijalne naravi, primjerice su joj prigovarali da članovi njene obitelji koriste njen mobitel za koji je država uplatila tzv. "flat - fee", tj. prigovarali su joj korištenje mobitela koje državu nije koštalo baš ništa. 
U srpnju 2009. godine Sarah Palin je dala ostavku, uz objašnjenje da u takvim uvjetima nije u stanju na zadovoljavajući način obnašati dužnost guvernerke. Nakon njene ostavke, etičke smjernice Države Aljaske su dopunjene, te je primjerice navedeno korištenje telefona i smartfona od strane članova obitelji izrijekom dopušteno.

## Objavljivanje "bestseller" biografije 2009.
Već u studenom 2009., S. Palin je objavila svoje memoare pod imenom "Going Rogue: An American Life" ("Postati bitanga: Jedan američki život") u kojemu govori o svojem životu i karijeri, te o okolnostima pod kojima je dala ostavku. Već prvi dan, ta je njena knjiga prodana u 300.000 primjeraka, a prvih milijun primjeraka je prodano u manje od dva tjedna - što je tu knjigu uvrstilo među najbolje prodavane biografije u SAD. Do kraja 2009. godine knjiga je prodana u 2,7 milijuna primjeraka, čime je zaslužila naslov najbolje prodavane ne-fikcijske knjige godine; procjenjuje se da je od autorskih honorara S. Palin zaradila barem 10 milijuna dolara.

## Sadašnje aktivnosti
Od početka 2010. godine Sarah Palin funkcionira kao važna figura u Pokretu Tea Party, konzervativnog populističkog pokreta bliskog desnom krilu njene Republikanske partije, te sudjeluje u kampanjama - osobito u prikupljanju novčanih sredstava za te kampanje - raznih republikanskih političara. Pažljivo čuva svoj javni lik i ostavlja otvorenom mogućnost da se kandidira za neku visoku dužnost, ako je Republikanska partija nominira. 

## Politički profil
Političke sklonosti Sarah Palin svrstavaju je među konzervativne političare, tako se protivi pobačaju i istospolnim brakovima - zalažući se u isto vrijeme za prava žena i njihov što veći utjecaj na poslovnoj i političkoj sceni.

## Vanjske poveznice
- Sarah Palin Political Action Comitee (službene stranice) (engl.)
- Arhivirana inačica izvorne stranice od 7. listopada 2012. (Wayback Machine) Biografija na "National Governors Association" (engl.)